# Pegnitz (rivière)
Pour les articles homonymes, voir Pegnitz.
La Pegnitz est une petite rivière de Franconie (Allemagne), et un affluent de la Regnitz, donc un sous-affluent du Rhin par le Main.

## Géographie

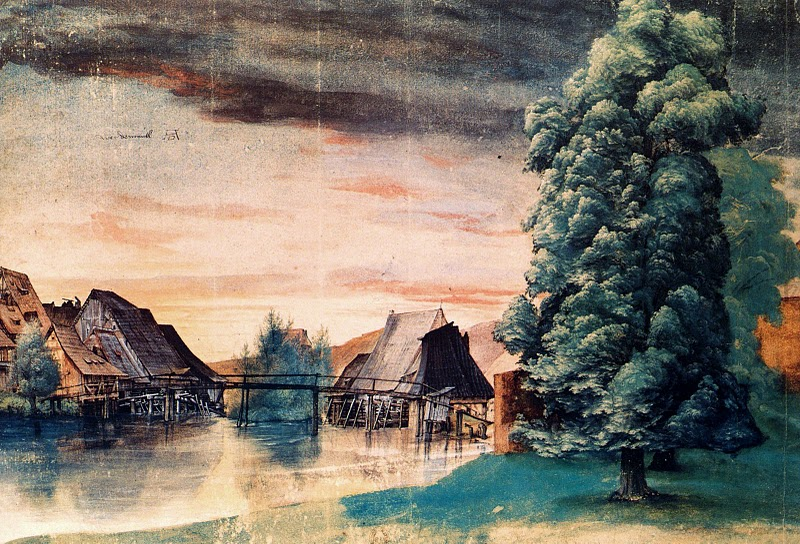
Les Moulins à Eau sur la Pegnitz, Albrecht Dürer, 1506 (Cabinet des estampes, Paris)

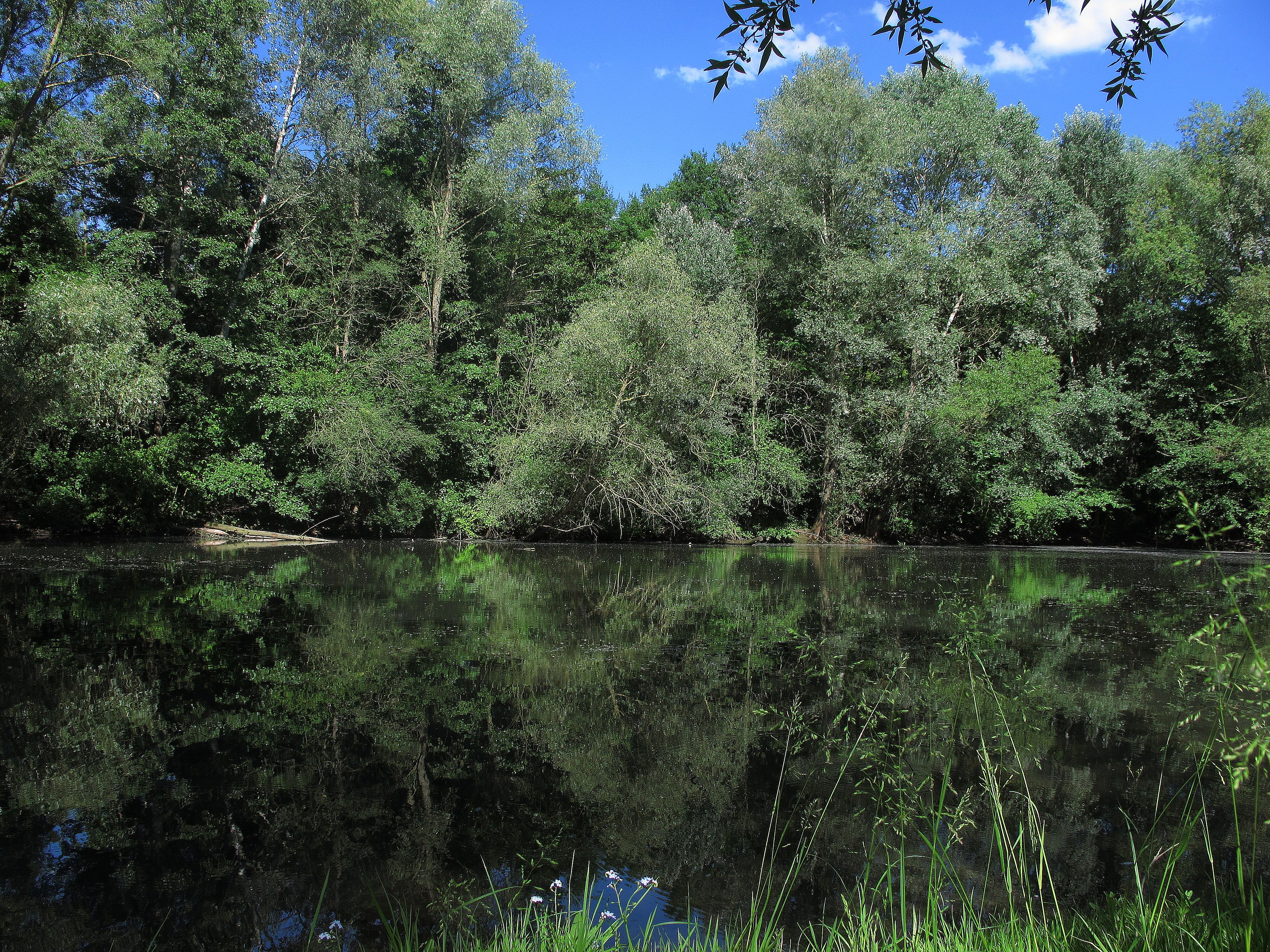
Bras-mort de la Pegnitz à l'ouest de Nuremberg.

Elle prend sa source dans la ville du même nom à une altitude de 425 m. À 115 km de là, au nord-ouest de Fürth, à son confluent avec la Rednitz à une altitude de 283 m, elle devient la Regnitz qui se jette dans le Main.